# طبب
طبب هي قرية سعودية في منطقة عسير، تقع في الشمال الغربي من مدينة أبها على بعد 25 كم. كانت العاصمة السياسية والثقافية والاقتصادية لمنطقة عسير أثناء حكم الدولة السعودية الأولى للفترة (1215 - 1233هـ/ 1800- 1818م) خلال إمارة آل أبو نقطة المتحمي، تضم عدة مواقع تاريخية وتراثية هامة، أبرزها مسجد طبب والذي أسسه الأمير عبد الوهاب بن عامر أبو نقطة المتحمي عام 1220هـ/ 1805م في عهد الإمام سعود بن عبد العزيز، كما تشمل قرية طبب قصور أمراء آل أبو نقطة المتحمي. وهي في الوقت الحالي مقر أسرتهم ومشيخة قبائل ربيعة ورفيدة وبني ثوعة.